# Campeonato Mundial de Baloncesto Femenino Sub-19 de 2017
El XII Campeonato Mundial de Baloncesto Femenino Sub-19 se realizó en Udine y Cividale del Friuli, Italia, entre el 22 y el 30 de julio de 2017. El campeonato contó con la participación de 16 selecciones nacionales de baloncesto sub-19.

## Clasificados
| Competición                                      | Fecha                                | Sede     | Plazas | Equipos clasificados                            |
| ------------------------------------------------ | ------------------------------------ | -------- | ------ | ----------------------------------------------- |
| País anfitrión                                   | —                                    | —        | 1      | Italia                                          |
| Campeonato FIBA Américas Femenino Sub-18 de 2016 | 13—17 de julio de 2016               | Valdivia | 4      | Brasil Canadá Estados Unidos México Puerto Rico |
| Campeonato FIBA Europa Femenino Sub-18 de 2016   | 23—31 de julio de 2016               | Sopron   | 5      | España Francia Hungría Letonia Rusia            |
| Campeonato FIBA África Femenino Sub-18 de 2016   | 26 de agosto—4 de septiembre de 2016 | El Cairo | 2      | Egipto Malí                                     |
| Campeonato FIBA Asia Femenino Sub-18 de 2016     | 13—20 de noviembre de 2016           | Bangkok  | 3      | Corea del Sur China Japón                       |
| Campeonato FIBA Oceanía Femenino Sub-18 de 2016  | 5—10 de diciembre de 2016            | Suva     | 1      | Australia                                       |
| Total                                            | Total                                | Total    | 16     | 16                                              |

## Organización

### Sedes
| Údine Cividale del Friuli |                      |
| Údine                     | Cividale del Friuli  |
| Palasport Primo Carnera   | Palasport Longobardo |
| Capacidad: 3 300          | Capacidad: 3 500     |
|                           |                      |

### Sorteo de grupos
El sorteo tuvo lugar el 1 de febrero de 2017 en Údine, Italia. Los grupos quedaron distribuidos de la siguiente forma:
| Grupo A                              | Grupo B                         | Grupo C                              | Grupo D                        |
| ------------------------------------ | ------------------------------- | ------------------------------------ | ------------------------------ |
| China Estados Unidos Italia (H) Malí | España Egipto Puerto Rico Rusia | Canadá Corea del Sur Francia Letonia | Australia Hungría Japón México |

## Árbitros
Los árbitros elegidos para dirigir los encuentros fueron:
- Mykola Ambrosov
- Fernando Calatrava
- Sarah Carey
- Mauricio Chinchilla
- Gina Cross
- Natalia Cuello
- Krishna Domínguez
- Vivían García
- Viola Györgyi
- Ricardo Hayles
- Kendell Henry
- Ryan Jones
- Park Kyoung-jin
- Milan Nedović
- Sarty Nghixulifwa
- Joyce Muchenu
- Micaela Prado
- Saulius Racys
- Michele Rossi
- Yohan Rosso
- Jelena Smiljanić
- Shoko Suguro
- Vasiliki Tsaroucha
- Christine Vuong
- Zhang Xiao
- Nadege Zouzou

## Fase de grupos
En esta ronda, los 16 equipos están agrupados en cuatro grupos de cuatro equipos cada uno. Todos los equipos avanzan a la Fase Final.
Todos los horarios corresponden al huso horario local (GMT+2).

### Grupo A
| Pos. | Equipo         | PJ | G | P | PF  | PC  | DP  | Pts |
| ---- | -------------- | -- | - | - | --- | --- | --- | --- |
| 1    | Estados Unidos | 3  | 3 | 0 | 252 | 158 | +94 | 6   |
| 2    | China          | 3  | 2 | 1 | 197 | 208 | −11 | 5   |
| 3    | Italia         | 3  | 1 | 2 | 175 | 194 | −19 | 4   |
| 4    | Malí           | 3  | 0 | 3 | 166 | 230 | −64 | 3   |

 Fuente: FIBA
Jornada 1
| 22 de julio de 2017 | Malí                                                         | 58–95                                 | Estados Unidos                                     | Udine                                                                                |  |
| 18:30               | Parciales: 14–23, 18–25, 13–27, 13–20                        | Parciales: 14–23, 18–25, 13–27, 13–20 | Parciales: 14–23, 18–25, 13–27, 13–20              |                                                                                      |  |
|                     | Estadísticas Coulibaly 13 Coulibaly 6 Coulibaly 3 Doumbia 13 | Reporte Pts Reb Asts Val              | Estadísticas 19 Sutton 10 Holmes 4 Holmes 2 Sutton | Pabellón: Palasport Primo Carnera Árbitros: Christine Vuong Vivían García Ryan Jones |  |

| 22 de julio de 2017 | China                                   | 74–63                                 | Italia                                           | Udine                                                                                     |  |
| 20:45               | Parciales: 21–10, 14–15, 22–20, 17–18   | Parciales: 21–10, 14–15, 22–20, 17–18 | Parciales: 21–10, 14–15, 22–20, 17–18            |                                                                                           |  |
|                     | Estadísticas Tang 18 Han 10 Li 7 Han 23 | Reporte Pts Reb Asts Val              | Estadísticas 18 Andre 7 Madera 4 Pinzan 18 Andre | Pabellón: Palasport Primo Carnera Árbitros: Natalia Cuello Viola Györgyi Jelena Smiljanic |  |

Jornada 2
| 23 de julio de 2017 | Estados Unidos                                          | 91–51                                | China                                      | Cividale del Friuli                                                                  |  |
| 18:00               | Parciales: 28–10, 20–5, 25–23, 18–13                    | Parciales: 28–10, 20–5, 25–23, 18–13 | Parciales: 28–10, 20–5, 25–23, 18–13       |                                                                                      |  |
|                     | Estadísticas Holmes 14 Holmes 9 Dangerfield 4 Hebard 20 | Reporte Pts Reb Asts Val             | Estadísticas 14 Wang 6 Wang 4 Wang 11 Wang | Pabellón: Palasport Longobardo Árbitros: Fernando Calatrava Ryan Jones Joyce Muchenu |  |

| 23 de julio de 2017 | Italia                                                         | 63–54                                | Malí                                                          | Cividale del Friuli                                                                              |  |
| 20:15               | Parciales: 19–8, 12–14, 17–14, 15–18                           | Parciales: 19–8, 12–14, 17–14, 15–18 | Parciales: 19–8, 12–14, 17–14, 15–18                          |                                                                                                  |  |
|                     | Estadísticas Cubaj, Fassina 15 Fassina 12 Fassina 6 Fassina 23 | Reporte Pts Reb Asts Val             | Estadísticas 16 Coulibaly 11 Coulibaly 8 Sissoko 11 Coulibaly | Pabellón: Palasport Longobardo Árbitros: Krishna Domínguez Mauricio Chinchilla Sarty Nghixulifwa |  |

Jornada 3
| 25 de julio de 2017 | China                                     | 72–54                                | Malí                                                                   | Cividale del Friuli                                                                |  |
| 20:45               | Parciales: 25–9, 16–15, 14–11, 17–19      | Parciales: 25–9, 16–15, 14–11, 17–19 | Parciales: 25–9, 16–15, 14–11, 17–19                                   |                                                                                    |  |
|                     | Estadísticas Han 23 Han 12 Wang 12 Han 34 | Reporte Pts Reb Asts Val             | Estadísticas 18 Assetou Diakite 8 Sangare 4 Doumbia 16 Assetou Diakite | Pabellón: Palasport Longobardo Árbitros: Saulius Racys Vivían García Milan Nedovic |  |

| 25 de julio de 2017 | Estados Unidos                                                        | 66–49                                | Italia                                                   | Udine                                                                                     |  |
| 20:45               | Parciales: 12–13, 12–8, 28–18, 14–10                                  | Parciales: 12–13, 12–8, 28–18, 14–10 | Parciales: 12–13, 12–8, 28–18, 14–10                     |                                                                                           |  |
|                     | Estadísticas Dangerfield, Harris 11 Holmes 14 Dangerfield 9 Harris 21 | Reporte Pts Reb Asts Val             | Estadísticas 9 Pinzan, Cubaj 5 Cubaj 4 Togliani 11 Andre | Pabellón: Palasport Primo Carnera Árbitros: Mykola Ambrosov Ryan Jones Vasiliki Tsaroucha |  |

### Grupo B
| Pos. | Equipo      | PJ | G | P | PF  | PC  | DP   | Pts |
| ---- | ----------- | -- | - | - | --- | --- | ---- | --- |
| 1    | Rusia       | 3  | 3 | 0 | 276 | 171 | +105 | 6   |
| 2    | España      | 3  | 2 | 1 | 220 | 190 | +30  | 5   |
| 3    | Egipto      | 3  | 1 | 2 | 203 | 254 | −51  | 4   |
| 4    | Puerto Rico | 3  | 0 | 3 | 144 | 228 | −84  | 3   |

 Fuente: FIBA
Jornada 1
| 22 de julio de 2017 | Rusia                                                          | 114–63                                | Egipto                                                             | Cividale del Friuli                                                             |  |
| 18:00               | Parciales: 24–12, 38–24, 31–13, 21–14                          | Parciales: 24–12, 38–24, 31–13, 21–14 | Parciales: 24–12, 38–24, 31–13, 21–14                              |                                                                                 |  |
|                     | Estadísticas Musina, Kornienko 18 Musina 12 Musina 6 Musina 30 | Reporte Pts Reb Asts Val              | Estadísticas 24 Abdelgawad 6 Abdelgawad 5 Abdelgawad 22 Abdelgawad | Pabellón: Palasport Longobardo Árbitros: Gina Cross Sarah Carey Park Kyoung-jin |  |

| 22 de julio de 2017 | Puerto Rico                                             | 42–74                               | España                                                       | Cividale del Friuli                                                               |  |
| 20:15               | Parciales: 16–12, 13–24, 4–15, 9–23                     | Parciales: 16–12, 13–24, 4–15, 9–23 | Parciales: 16–12, 13–24, 4–15, 9–23                          |                                                                                   |  |
|                     | Estadísticas Rodríguez 19 Pagán 11 Pérez 7 Rodríguez 15 | Reporte Pts Reb Asts Val            | Estadísticas 12 Diallo 11 Junio 3 cuatro jugadoras 19 Diallo | Pabellón: Palasport Longobardo Árbitros: Yohan Rosso Sarty Nghixulifwa Zhang Xiao |  |

Jornada 2
| 23 de julio de 2017 | Egipto                                                      | 69–52                                | Puerto Rico                                              | Udine                                                                                     |  |
| 18:30               | Parciales: 17–14, 16–18, 22–9, 14–11                        | Parciales: 17–14, 16–18, 22–9, 14–11 | Parciales: 17–14, 16–18, 22–9, 14–11                     |                                                                                           |  |
|                     | Estadísticas Abdelgawad 22 Sherif 10 Sherif 5 Abdelgawad 20 | Reporte Pts Reb Asts Val             | Estadísticas 20 Oppenheimer 7 Pérez 7 Pérez 14 Rodríguez | Pabellón: Palasport Primo Carnera Árbitros: Saulius Racys Shoko Suguro Vasiliki Tsaroucha |  |

| 23 de julio de 2017 | España | 58–77                                 | Rusia                                                   | Udine                                                                            |  |
| 20:45               | Parciales: 13–25, 10–12, 15–17, 20–23                                                                                                   | Parciales: 13–25, 10–12, 15–17, 20–23 | Parciales: 13–25, 10–12, 15–17, 20–23                   |                                                                                  |  |
|                     | Estadísticas Eraunzetamurguil 11 Eraunzetamurguil, Iparragirre, Diallo 4 Eraunzetamurguil, Etxarri 3 Alonso, Eraunzetamurguil, Junio 10 | Reporte Pts Reb Asts Val              | Estadísticas 18 Musina 15 Vadeeva 8 Zavialova 32 Musina | Pabellón: Palasport Primo Carnera Árbitros: Natalia Cuello Gina Cross Zhang Xiao |  |

Jornada 3
| 25 de julio de 2017 | Puerto Rico                                           | 50–85                               | Rusia                                                  | Cividale del Friuli                                                                   |  |
| 18:30               | Parciales: 0–20, 9–15, 25–24, 16–26                   | Parciales: 0–20, 9–15, 25–24, 16–26 | Parciales: 0–20, 9–15, 25–24, 16–26                    |                                                                                       |  |
|                     | Estadísticas Rodríguez 13 Vargas 4 Pérez 7 González 9 | Reporte Pts Reb Asts Val            | Estadísticas 15 Kornienko 15 Musina 5 Musina 25 Musina | Pabellón: Palasport Longobardo Árbitros: Fernando Calatrava Sarah Carey Micaela Prado |  |

| 25 de julio de 2017 | Egipto                                                             | 71–88                                 | España                                                                         | Udine                                                                                   |  |
| 18:30               | Parciales: 17–22, 25–17, 16–25, 13–24                              | Parciales: 17–22, 25–17, 16–25, 13–24 | Parciales: 17–22, 25–17, 16–25, 13–24                                          |                                                                                         |  |
|                     | Estadísticas Abdelgawad, Ghonim 23 Ghonim 7 Abdelgawad 8 Ghonim 28 | Reporte Pts Reb Asts Val              | Estadísticas 16 Iparragirre 6 Etxarri, Barneda, Diallo 7 Alonso 16 Iparragirre | Pabellón: Palasport Primo Carnera Árbitros: Christine Vuong Joyce Muchenu Michele Rossi |  |

### Grupo C
| Pos. | Equipo        | PJ | G | P | PF  | PC  | DP  | Pts |
| ---- | ------------- | -- | - | - | --- | --- | --- | --- |
| 1    | Canadá        | 3  | 3 | 0 | 219 | 160 | +59 | 6   |
| 2    | Francia       | 3  | 2 | 1 | 177 | 167 | +10 | 5   |
| 3    | Letonia       | 3  | 1 | 2 | 199 | 204 | −5  | 4   |
| 4    | Corea del Sur | 3  | 0 | 3 | 159 | 223 | −64 | 3   |

 Fuente: FIBA
Jornada 1
| 22 de julio de 2017 | Canadá                                                                       | 91–45                                | Corea del Sur                                          | Udine                                                                                      |  |
| 14:00               | Parciales: 12–11, 26–11, 31–8, 22–15                                         | Parciales: 12–11, 26–11, 31–8, 22–15 | Parciales: 12–11, 26–11, 31–8, 22–15                   |                                                                                            |  |
|                     | Estadísticas seis jugadoras 10 Brown 13 Epoch, Amihere 3 Pellington, Amihere | Reporte Pts Reb Asts Val             | Estadísticas 13 Park J. 4 Park J. 3 Park J. 15 Park J. | Pabellón: Palasport Primo Carnera Árbitros: Fernando Calatrava Kendell Henry Nadege Zouzou |  |

| 22 de julio de 2017 | Letonia                                                          | 60–69                                | Francia                                                        | Udine                                                                                     |  |
| 16:15               | Parciales: 9–11, 12–25, 19–12, 20–21                             | Parciales: 9–11, 12–25, 19–12, 20–21 | Parciales: 9–11, 12–25, 19–12, 20–21                           |                                                                                           |  |
|                     | Estadísticas Mote 17 Rozentale, Strautmane 8 Rozentale 2 Mote 13 | Reporte Pts Reb Asts Val             | Estadísticas 21 Kerboeuf 12 Djaldi-Tabd 5 Limouzin 26 Kerboeuf | Pabellón: Palasport Primo Carnera Árbitros: Milan Nedovic Krishna Domínguez Joyce Muchenu |  |

Jornada 2
| 23 de julio de 2017 | Corea del Sur                                       | 61–69                                 | Letonia                                                            | Cividale del Friuli                                                                   |  |
| 13:30               | Parciales: 12–11, 22–21, 12–23, 15–14               | Parciales: 12–11, 22–21, 12–23, 15–14 | Parciales: 12–11, 22–21, 12–23, 15–14                              |                                                                                       |  |
|                     | Estadísticas Na 23 Kim M. 8 Lee S., Park J. 4 Na 21 | Reporte Pts Reb Asts Val              | Estadísticas 17 Strautmane 13 Rozentale 5 Strautmane 26 Strautmane | Pabellón: Palasport Longobardo Árbitros: Christine Vuong Vivían García Ricardo Hayles |  |

| 23 de julio de 2017 | Francia                                                                                          | 45–54                               | Canadá                                              | Cividale del Friuli                                                                  |  |
| 15:45               | Parciales: 13–11, 8–15, 15–15, 9–13                                                              | Parciales: 13–11, 8–15, 15–15, 9–13 | Parciales: 13–11, 8–15, 15–15, 9–13                 |                                                                                      |  |
|                     | Estadísticas Sissojo, Foppossi 12 Sissoko 8 Kerboeuf, Pouye, Djaldi-Tabdi 2 Sissoko, Kerboeuf 12 | Reporte Pts Reb Asts Val            | Estadísticas 17 Brown 11 Amihere 8 Konig 20 Amihere | Pabellón: Palasport Longobardo Árbitros: Mykola Ambrosov Viola Györgyi Michele Rossi |  |

Jornada 3
| 25 de julio de 2017 | Canadá                                           | 74–70                                 | Letonia                                                        | Cividale del Friuli                                                                   |  |
| 16:15               | Parciales: 19–21, 10–12, 26–15, 19–22            | Parciales: 19–21, 10–12, 26–15, 19–22 | Parciales: 19–21, 10–12, 26–15, 19–22                          |                                                                                       |  |
|                     | Estadísticas Konig 32 Brown 14 Jerome 6 Konig 30 | Reporte Pts Reb Asts Val              | Estadísticas 19 Pavelsone 8 Rozentale 4 Pavelsone 26 Pavelsone | Pabellón: Palasport Longobardo Árbitros: Yohan Rosso Park Kyoung-jin Jelena Smiljanic |  |

| 25 de julio de 2017 | Francia                                                           | 63–53                                | Corea del Sur                                    | Udine                                                                                  |  |
| 16:15               | Parciales: 13–12, 24–9, 15–17, 11–15                              | Parciales: 13–12, 24–9, 15–17, 11–15 | Parciales: 13–12, 24–9, 15–17, 11–15             |                                                                                        |  |
|                     | Estadísticas Michaud, Pouye 11 Djekoundade 11 Pouye 5 Foppossi 14 | Reporte Pts Reb Asts Val             | Estadísticas 20 Na 5 Kim D. 4 Park J. 14 Park J. | Pabellón: Palasport Primo Carnera Árbitros: Viola Györgyi Ricardo Hayles Kendell Henry |  |

### Grupo D
| Pos. | Equipo    | PJ | G | P | PF  | PC  | DP   | Pts |
| ---- | --------- | -- | - | - | --- | --- | ---- | --- |
| 1    | Japón     | 3  | 3 | 0 | 225 | 172 | +53  | 6   |
| 2    | Australia | 3  | 2 | 1 | 245 | 151 | +94  | 5   |
| 3    | Hungría   | 3  | 1 | 2 | 221 | 210 | +11  | 4   |
| 4    | México    | 3  | 0 | 3 | 153 | 311 | −158 | 3   |

 Fuente: FIBA
Jornada 1
| 22 de julio de 2017 | Australia                                                            | 61–66                                 | Japón                                                                        | Cividale del Friuli                                                                             |  |
| 13:30               | Parciales: 13–13, 15–18, 20–13, 13–22                                | Parciales: 13–13, 15–18, 20–13, 13–22 | Parciales: 13–13, 15–18, 20–13, 13–22                                        |                                                                                                 |  |
|                     | Estadísticas Magbegor 21 Maley 13 Cubillo, Rowe, Maley 3 Magbegor 29 | Reporte Pts Reb Asts Val              | Estadísticas 12 Takahara 6 Umezawa, Kuribayashi 4 Takahara, Fujita 11 Mawuli | Pabellón: Palasport Longobardo Árbitros: Mykola Ambrosov Mauricio Chinchilla Vasiliki Tsaroucha |  |

| 22 de julio de 2017 | Hungría                                                      | 111–67                                | México                                               | Cividale del Friuli                                                                |  |
| 15:45               | Parciales: 25–11, 21–13, 34–24, 31–19                        | Parciales: 25–11, 21–13, 34–24, 31–19 | Parciales: 25–11, 21–13, 34–24, 31–19                |                                                                                    |  |
|                     | Estadísticas Gereben 20 Juhasz 15 Kanyasi, Lelik 5 Juhasz 25 | Reporte Pts Reb Asts Val              | Estadísticas 16 Sánchez 6 Rivera 5 Rivera 15 Sánchez | Pabellón: Palasport Longobardo Árbitros: Saulius Racys Ricardo Hayles Shoko Suguro |  |

Jornada 2
| 23 de julio de 2017 | Japón                                             | 68–59                                 | Hungría                                            | Udine                                                                                 |  |
| 14:00               | Parciales: 11–17, 17–10, 17–17, 23–15             | Parciales: 11–17, 17–10, 17–17, 23–15 | Parciales: 11–17, 17–10, 17–17, 23–15              |                                                                                       |  |
|                     | Estadísticas Mawuli 13 Mawuli 9 Fujita 8 Akaho 18 | Reporte Pts Reb Asts Val              | Estadísticas 16 Juhasz 9 Torok 7 Kanyasi 15 Juhasz | Pabellón: Palasport Primo Carnera Árbitros: Milan Nedovic Sarah Carey Park Kyoung-jin |  |

| 23 de julio de 2017 | México                                                                                          | 34–109                             | Australia                                       | Udine                                                                                  |  |
| 16:15               | Parciales: 9–25, 8–26, 10–33, 7–25                                                              | Parciales: 9–25, 8–26, 10–33, 7–25 | Parciales: 9–25, 8–26, 10–33, 7–25              |                                                                                        |  |
|                     | Estadísticas Villalobos 14 Alvarado, Daniela Sánchez 5 cinco jugadoras 1 Alvarado, Villalobos 5 | Reporte Pts Reb Asts Val           | Estadísticas 17 Simons 9 Maley 7 Rocci 22 Bibby | Pabellón: Palasport Primo Carnera Árbitros: Yohan Rosso Micaela Prado Jelena Smiljanic |  |

Jornada 3
| 25 de julio de 2017 | Hungría                                                         | 51–75                                | Australia                                                         | Udine                                                                                      |  |
| 14:00               | Parciales: 8–18, 17–12, 15–22, 11–23                            | Parciales: 8–18, 17–12, 15–22, 11–23 | Parciales: 8–18, 17–12, 15–22, 11–23                              |                                                                                            |  |
|                     | Estadísticas Lelik 10 Juhasz, Torok 7 Pusztai, Torok 3 Torok 14 | Reporte Pts Reb Asts Val             | Estadísticas 18 Magbegor 10 Maley, Magbegor 5 Shelley 25 Magbegor | Pabellón: Palasport Primo Carnera Árbitros: Gina Cross Krishna Domínguez Sarty Nghixulifwa |  |

| 25 de julio de 2017 | Japón                                                           | 91–52                                | México                                                     | Cividale del Friuli                                                                       |  |
| 14:00               | Parciales: 26–13, 15–13, 22–18, 28–8                            | Parciales: 26–13, 15–13, 22–18, 28–8 | Parciales: 26–13, 15–13, 22–18, 28–8                       |                                                                                           |  |
|                     | Estadísticas Umezawa, Mawuli 14 Umezawa 13 Shibuya 7 Umezawa 22 | Reporte Pts Reb Asts Val             | Estadísticas 14 González 9 Gastelum 3 González 21 González | Pabellón: Palasport Longobardo Árbitros: Natalia Cuello Mauricio Chinchilla Nadege Zouzou |  |

## Cuadro final
Todos los horarios corresponden al huso horario local (UTC+2)
|  | Octavos de final | Octavos de final |           |                | Cuartos de final | Cuartos de final |  |                | Semifinales | Semifinales |       |                | Final       | Final       |  |
|  | 26 de julio      | 26 de julio      |           |                | 28 de julio      | 28 de julio      |  |                | 29 de julio | 29 de julio |       |                | 30 de julio | 30 de julio |  |
|  |                  |                  |           |                |                  |                  |  |                |             |             |       |                |             |             |  |
|  |                  |                  |           |                |                  |                  |  |                |             |             |       |                |             |             |  |
|  | Estados Unidos   | 104              |           |                |                  |                  |  |                |             |             |       |                |             |             |  |
|  | Estados Unidos   | 104              |           |                |                  |                  |  |                |             |             |       |                |             |             |  |
|  | Puerto Rico      | 46               |           |                |                  |                  |  |                |             |             |       |                |             |             |  |
|  | Puerto Rico      | 46               |           | Estados Unidos | 78               |                  |  |                |             |             |       |                |             |             |  |
|  |                  |                  |           | Estados Unidos | 78               |                  |  |                |             |             |       |                |             |             |  |
|  |                  |                  | Francia   | 51             |                  |                  |  |                |             |             |       |                |             |             |  |
|  | Hungría          | 58               | Francia   | 51             |                  |                  |  |                |             |             |       |                |             |             |  |
|  | Hungría          | 58               |           |                |                  |                  |  |                |             |             |       |                |             |             |  |
|  | Francia          | 73               |           |                |                  |                  |  |                |             |             |       |                |             |             |  |
|  | Francia          | 73               |           |                |                  |                  |  | Estados Unidos | 73          |             |       |                |             |             |  |
|  |                  |                  |           |                |                  |                  |  | Estados Unidos | 73          |             |       |                |             |             |  |
|  |                  |                  | Japón     | 66             |                  |                  |  |                |             |             |       |                |             |             |  |
|  | Italia           | 49               | Japón     | 66             |                  |                  |  |                |             |             |       |                |             |             |  |
|  | Italia           | 49               |           |                |                  |                  |  |                |             |             |       |                |             |             |  |
|  | España           | 59               |           |                |                  |                  |  |                |             |             |       |                |             |             |  |
|  | España           | 59               |           | España         | 71               |                  |  |                |             |             |       |                |             |             |  |
|  |                  |                  |           | España         | 71               |                  |  |                |             |             |       |                |             |             |  |
|  |                  |                  | Japón     | 95             |                  |                  |  |                |             |             |       |                |             |             |  |
|  | Corea del Sur    | 47               | Japón     | 95             |                  |                  |  |                |             |             |       |                |             |             |  |
|  | Corea del Sur    | 47               |           |                |                  |                  |  |                |             |             |       |                |             |             |  |
|  | Japón            | 86               |           |                |                  |                  |  |                |             |             |       |                |             |             |  |
|  | Japón            | 86               |           |                |                  |                  |  |                |             |             |       | Estados Unidos | 82          |             |  |
|  |                  |                  |           |                |                  |                  |  |                |             |             |       | Estados Unidos | 82          |             |  |
|  |                  |                  | Rusia     | 86             |                  |                  |  |                |             |             |       |                |             |             |  |
|  | China            | 85               | Rusia     | 86             |                  |                  |  |                |             |             |       |                |             |             |  |
|  | China            | 85               |           |                |                  |                  |  |                |             |             |       |                |             |             |  |
|  | Egipto           | 43               |           |                |                  |                  |  |                |             |             |       |                |             |             |  |
|  | Egipto           | 43               |           | China          | 65               |                  |  |                |             |             |       |                |             |             |  |
|  |                  |                  |           | China          | 65               |                  |  |                |             |             |       |                |             |             |  |
|  |                  |                  | Canadá    | 68             |                  |                  |  |                |             |             |       |                |             |             |  |
|  | Canadá           | 64               | Canadá    | 68             |                  |                  |  |                |             |             |       |                |             |             |  |
|  | Canadá           | 64               |           |                |                  |                  |  |                |             |             |       |                |             |             |  |
|  | México           | 43               |           |                |                  |                  |  |                |             |             |       |                |             |             |  |
|  | México           | 43               |           |                |                  |                  |  | Canadá         | 41          |             |       |                |             |             |  |
|  |                  |                  |           |                |                  |                  |  | Canadá         | 41          |             |       |                |             |             |  |
|  |                  |                  | Rusia     | 65             |                  |                  |  |                |             |             |       |                |             |             |  |
|  | Rusia            | 90               | Rusia     | 65             |                  |                  |  |                |             |             |       |                |             |             |  |
|  | Rusia            | 90               |           |                |                  |                  |  |                |             |             |       |                |             |             |  |
|  | Malí             | 66               |           |                |                  |                  |  |                |             |             |       |                |             |             |  |
|  | Malí             | 66               |           | Rusia          | 67               |                  |  |                |             |             |       | 3.º puesto     | 3.º puesto  |             |  |
|  |                  |                  |           | Rusia          | 67               |                  |  |                |             |             |       | 3.º puesto     | 3.º puesto  |             |  |
|  |                  |                  | Australia | 65             |                  |                  |  |                |             |             |       |                |             |             |  |
|  | Letonia          | 56               | Australia | 65             |                  |                  |  |                |             |             | Japón | 60             |             |             |  |
|  | Letonia          | 56               |           |                |                  |                  |  |                |             |             | Japón | 60             |             |             |  |
|  | Australia        | 61               |           |                |                  |                  |  |                |             |             |       |                | Canadá      | 67          |  |
|  | Australia        | 61               |           |                |                  |                  |  |                |             |             |       |                | Canadá      | 67          |  |
|  |                  |                  |           |                |                  |                  |  |                |             |             |       |                |             |             |  |

#### Octavos de final
| 26 de julio de 2017 | Corea del Sur                                   | 47–86                               | Japón                                                                               | Cividale del Friuli                                                             |  |
| 13:30               | Parciales: 18–22, 7–19, 14–21, 8–24             | Parciales: 18–22, 7–19, 14–21, 8–24 | Parciales: 18–22, 7–19, 14–21, 8–24                                                 |                                                                                 |  |
|                     | Estadísticas Lee J. 12 Cha 6 Lee J. 2 Lee J. 13 | Reporte Pts Reb Asts Val            | Estadísticas 12 Sasaka, Akaho 10 Kuribayashi 4 Kuribayashi, Takahara 22 Kuribayashi | Pabellón: Palasport Longobardo Árbitros: Milan Nedovic Kendell Henry Zhang Xiao |  |

| 26 de julio de 2017 | Canadá                                                                 | 64–43                              | México                                                      | Udine                                                                           |  |
| 14:00               | Parciales: 22–5, 21–13, 16–5, 5–20                                     | Parciales: 22–5, 21–13, 16–5, 5–20 | Parciales: 22–5, 21–13, 16–5, 5–20                          |                                                                                 |  |
|                     | Estadísticas Jerome 12 Brown, Masikewich, Bongomin 7 Konig 5 Jerome 13 | Reporte Pts Reb Asts Val           | Estadísticas 12 González 6 González 3 Villalobos 9 González | Pabellón: Palasport Primo Carnera Árbitros: Ryan Jones Sarah Carey Shoko Sugoro |  |

| 26 de julio de 2017 | Francia                                                      | 73–58                                | Hungría                                            | Cividale del Friuli                                                                 |  |
| 15:45               | Parciales: 18–17, 18–9, 17–20, 20–12                         | Parciales: 18–17, 18–9, 17–20, 20–12 | Parciales: 18–17, 18–9, 17–20, 20–12               |                                                                                     |  |
|                     | Estadísticas Pouye 20 Djaldi-Tabdi 9 Pouye 5 Djaldi-Tabdi 25 | Reporte Pts Reb Asts Val             | Estadísticas 20 Juhasz 10 Juhasz 7 Lelik 21 Juhasz | Pabellón: Palasport Longobardo Árbitros: Natalia Cuello Saulius Racys Michele Rossi |  |

| 26 de julio de 2017 | Letonia                                                             | 56–61                               | Australia                                                       | Udine                                                                                           |  |
| 16:15               | Parciales: 13–8, 9–18, 14–13, 20–22                                 | Parciales: 13–8, 9–18, 14–13, 20–22 | Parciales: 13–8, 9–18, 14–13, 20–22                             |                                                                                                 |  |
|                     | Estadísticas Mote 16 Strautmane 12 Strautmane, Grabe 5 Rozentale 16 | Reporte Pts Reb Asts Val            | Estadísticas 17 Magbegor 10 Maley, Magbegor 6 Rocci 22 Magbegor | Pabellón: Palasport Primo Carnera Árbitros: Mykola Ambrosov Jelena Smiljanic Vasiliki Tsaroucha |  |

| 26 de julio de 2017 | Estados Unidos                                               | 104–46                                | Puerto Rico                                                     | Cividale del Friuli                                                                   |  |
| 18:00               | Parciales: 31–10, 23–12, 22–10, 28–14                        | Parciales: 31–10, 23–12, 22–10, 28–14 | Parciales: 31–10, 23–12, 22–10, 28–14                           |                                                                                       |  |
|                     | Estadísticas Hebard 21 Alarie, Holmes 11 Harris 10 Hebard 30 | Reporte Pts Reb Asts Val              | Estadísticas 13 Oppenheimer, Rodríguez 7 Vargas 5 Pérez 7 Pérez | Pabellón: Palasport Longobardo Árbitros: Christine Vuong Ricardo Hayles Nadege Zouzou |  |

| 26 de julio de 2017 | Malí                                                             | 66–90                                 | Rusia                                                     | Udine                                                                                            |  |
| 18:30               | Parciales: 12–29, 13–24, 27–17, 14–20                            | Parciales: 12–29, 13–24, 27–17, 14–20 | Parciales: 12–29, 13–24, 27–17, 14–20                     |                                                                                                  |  |
|                     | Estadísticas Coulibaly 15 Assetou Diakite 6 Sissoko 6 Sissoko 13 | Reporte Pts Reb Asts Val              | Estadísticas 22 Vadeeva 23 Vadeeva 7 Zavialova 42 Vadeeva | Pabellón: Palasport Primo Carnera Árbitros: Fernando Calatrava Mauricio Chinchilla Joyce Muchenu |  |

| 26 de julio de 2017 | China                                    | 85–43                               | Egipto                                           | Cividale del Friuli                                                               |  |
| 20:15               | Parciales: 18–6, 23–7, 32–11, 12–19      | Parciales: 18–6, 23–7, 32–11, 12–19 | Parciales: 18–6, 23–7, 32–11, 12–19              |                                                                                   |  |
|                     | Estadísticas Han 14 Han 13 Wang 8 Han 28 | Reporte Pts Reb Asts Val            | Estadísticas 12 Sherif 9 Sherif 2 Bakr 15 Sherif | Pabellón: Palasport Longobardo Árbitros: Gina Cross Park Kyoung-jin Micaela Prado |  |

| 26 de julio de 2017 | Italia                                         | 49–59                                | España                                            | Udine                                                                                   |  |
| 20:45               | Parciales: 12–10, 9–19, 10–14, 18–16           | Parciales: 12–10, 9–19, 10–14, 18–16 | Parciales: 12–10, 9–19, 10–14, 18–16              |                                                                                         |  |
|                     | Estadísticas Andre 13 Cubaj 6 Cubaj 6 Cubaj 17 | Reporte Pts Reb Asts Val             | Estadísticas 14 Barneda 8 Junio 5 Pena 16 Barneda | Pabellón: Palasport Primo Carnera Árbitros: Yohan Rosso Krishna Domínguez Viola Györgyi |  |

### Cuadro por el 9.º-16.º lugar
|  | Partido 13.er lugar | Partido 13.er lugar |             |             | Semifinales 13º-16º | Semifinales 13º-16º |             |             | Cuartos de final 9º-16º | Cuartos de final 9º-16º |        |         | Semifinales 9º-12º | Semifinales 9º-12º |  |  | Partido 9º lugar | Partido 9º lugar |
|  |                     |                     |             |             |                     |                     |             |             |                         |                         |        |         |                    |                    |  |  |                  |                  |
|  |                     |                     |             |             |                     |                     |             |             | 28 de julio             |                         |        |         |                    |                    |  |  |                  |                  |
|  |                     |                     |             |             |                     |                     |             |             |                         |                         |        |         |                    |                    |  |  |                  |                  |
|  | 30 de julio         | 30 de julio         |             |             | 29 de julio         | 29 de julio         |             |             | Puerto Rico             | 46                      |        |         | 29 de julio        | 29 de julio        |  |  | 30 de julio      | 30 de julio      |
|  | 30 de julio         | 30 de julio         |             |             | 29 de julio         | 29 de julio         |             |             | Puerto Rico             | 46                      |        |         | 29 de julio        | 29 de julio        |  |  | 30 de julio      | 30 de julio      |
|  | 30 de julio         | 30 de julio         |             |             | 29 de julio         | 29 de julio         | Hungría     | 90          |                         |                         |        |         | 29 de julio        | 29 de julio        |  |  | 30 de julio      | 30 de julio      |
|  | 30 de julio         | 30 de julio         |             | Puerto Rico | 77                  |                     | Hungría     | 90          |                         |                         |        | Hungría | 73                 |                    |  |  | 30 de julio      | 30 de julio      |
|  | 30 de julio         | 30 de julio         | 28 de julio | Puerto Rico | 77                  |                     |             |             |                         |                         |        | Hungría | 73                 |                    |  |  | 30 de julio      | 30 de julio      |
|  | 30 de julio         | 30 de julio         |             |             | Corea del Sur       | 72                  |             |             | Italia                  | 65                      |        |         |                    |                    |  |  | 30 de julio      | 30 de julio      |
|  | 30 de julio         | 30 de julio         | Italia      | 78          | Corea del Sur       | 72                  |             |             | Italia                  | 65                      |        |         |                    |                    |  |  | 30 de julio      | 30 de julio      |
|  | 30 de julio         | 30 de julio         | Italia      | 78          |                     |                     |             |             |                         |                         |        |         |                    |                    |  |  | 30 de julio      | 30 de julio      |
|  | 30 de julio         | 30 de julio         |             |             | Corea del Sur       | 59                  |             |             |                         |                         |        |         |                    |                    |  |  | 30 de julio      | 30 de julio      |
|  | Puerto Rico         | 58                  |             |             | Corea del Sur       | 59                  | Hungría     | 75          |                         |                         |        |         |                    |                    |  |  |                  |                  |
|  | Puerto Rico         | 58                  | 28 de julio |             |                     |                     | Hungría     | 75          |                         |                         |        |         |                    |                    |  |  |                  |                  |
|  | Malí                | 61                  |             |             | Letonia             | 61                  |             |             |                         |                         |        |         |                    |                    |  |  |                  |                  |
|  | Malí                | 61                  | Egipto      | 66          | Letonia             | 61                  |             |             |                         |                         |        |         |                    |                    |  |  |                  |                  |
|  |                     |                     | Egipto      | 66          | 29 de julio         | 29 de julio         | 29 de julio | 29 de julio |                         |                         |        |         |                    |                    |  |  |                  |                  |
|  |                     |                     | México      | 70          | 29 de julio         | 29 de julio         | 29 de julio | 29 de julio |                         |                         |        |         |                    |                    |  |  |                  |                  |
|  | Partido 15º lugar   | Partido 15º lugar   | México      | 70          | Egipto              | 56                  |             |             |                         |                         | México | 66      | Partido 11º lugar  | Partido 11º lugar  |  |  |                  |                  |
|  | Partido 15º lugar   | Partido 15º lugar   | 28 de julio |             | Egipto              | 56                  |             |             |                         |                         | México | 66      | Partido 11º lugar  | Partido 11º lugar  |  |  |                  |                  |
|  | 30 de julio         | 30 de julio         |             |             | Malí                | 85                  |             |             | Letonia                 | 84                      |        |         | 30 de julio        | 30 de julio        |  |  |                  |                  |
|  | Corea del Sur       | 74                  | Malí        | 46          | Malí                | 85                  | Italia      | 72          | Letonia                 | 84                      |        |         |                    |                    |  |  |                  |                  |
|  | Corea del Sur       | 74                  | Malí        | 46          |                     |                     | Italia      | 72          |                         |                         |        |         |                    |                    |  |  |                  |                  |
|  | Egipto              | 57                  |             |             | Letonia             | 60                  |             |             | México                  | 54                      |        |         |                    |                    |  |  |                  |                  |

#### Cuartos de final del 9º–16º lugar
| 28 de julio de 2017 | Puerto Rico                                    | 46–90                               | Hungría                                                     | Cividale del Friuli                                                                    |  |
| 12:00               | Parciales: 18–18, 8–25, 9–28, 11–19            | Parciales: 18–18, 8–25, 9–28, 11–19 | Parciales: 18–18, 8–25, 9–28, 11–19                         |                                                                                        |  |
|                     | Estadísticas Pagán 17 Pagán 6 Pérez 6 Pagán 20 | Reporte Pts Reb Asts Val            | Estadísticas 17 Kanyasi 9 Czukor, Meresz 7 Boros 26 Kanyasi | Pabellón: Palasport Longobardo Árbitros: Fernando Calatrava Shoko Suguro Nadege Zouzou |  |

| 28 de julio de 2017 | Egipto                                              | 66–70                                | México                                                  | Cividale del Friuli                                                                  |  |
| 14:15               | Parciales: 22–17, 12–9, 11–26, 21–18                | Parciales: 22–17, 12–9, 11–26, 21–18 | Parciales: 22–17, 12–9, 11–26, 21–18                    |                                                                                      |  |
|                     | Estadísticas Bakr 16 Sherif 10 Abdelgawad 8 Bakr 16 | Reporte Pts Reb Asts Val             | Estadísticas 27 González 8 González 8 Tapia 32 González | Pabellón: Palasport Longobardo Árbitros: Vasiliki Tsaroucha Vivían García Zhang Xiao |  |

| 28 de julio de 2017 | Malí                                                      | 46–60                                | Letonia                                                        | Cividale del Friuli                                                                    |  |
| 16:30               | Parciales: 15–16, 11–16, 9–15, 11–13                      | Parciales: 15–16, 11–16, 9–15, 11–13 | Parciales: 15–16, 11–16, 9–15, 11–13                           |                                                                                        |  |
|                     | Estadísticas Coulibaly 11 Coulibaly 11 Drame 4 Doumbia 10 | Reporte Pts Reb Asts Val             | Estadísticas 13 Strautmane 9 Rozentale 4 Gertsone 23 Rozentale | Pabellón: Palasport Longobardo Árbitros: Krishna Domínguez Kendell Henry Micaela Prado |  |

| 28 de julio de 2017 | Italia                                                      | 78–59                                 | Corea del Sur                                               | Cividale del Friuli                                                                     |  |
| 18:45               | Parciales: 22–17, 18–11, 20–15, 18–16                       | Parciales: 22–17, 18–11, 20–15, 18–16 | Parciales: 22–17, 18–11, 20–15, 18–16                       |                                                                                         |  |
|                     | Estadísticas Andre 20 cuatro jugadoras 6 Fassina 5 Andre 26 | Reporte Pts Reb Asts Val              | Estadísticas 17 Na 8 Lee J. 3 Cha, Lee J., Kim D. 13 Lee J. | Pabellón: Palasport Longobardo Árbitros: Milan Nedovic Ricardo Hayles Sarty Nghixulifwa |  |

#### Semifinales del 13º–16º lugar
| 29 de julio de 2017 | Egipto                                                        | 56–85                                | Malí                                                                        | Cividale del Friuli                                                                |  |
| 12:00               | Parciales: 4–15, 13–22, 15–22, 24–26                          | Parciales: 4–15, 13–22, 15–22, 24–26 | Parciales: 4–15, 13–22, 15–22, 24–26                                        |                                                                                    |  |
|                     | Estadísticas Sherif 19 Sherif 10 cuatro jugadoras 2 Sherif 21 | Reporte Pts Reb Asts Val             | Estadísticas 22 Coulibaly 12 Assetou Diakite 7 Aminata Diakite 25 Coulibaly | Pabellón: Palasport Longobardo Árbitros: Ricardo Hayles Vivían García Shoko Suguro |  |

| 29 de julio de 2017 | Puerto Rico                                      | 77–72                                 | Corea del Sur                                        | Cividale del Friuli                                                          |  |
| 14:15               | Parciales: 22–22, 17–16, 19–13, 19–21            | Parciales: 22–22, 17–16, 19–13, 19–21 | Parciales: 22–22, 17–16, 19–13, 19–21                |                                                                              |  |
|                     | Estadísticas Pagán 26 Pagán 15 Pérez 11 Pagán 39 | Reporte Pts Reb Asts Val              | Estadísticas 24 Park J. 9 Lee J. 5 Lee S. 23 Park J. | Pabellón: Palasport Longobardo Árbitros: Gina Cross Joyce Muchenu Zhang Xiao |  |

#### Semifinales del 9º–12º lugar
| 29 de julio de 2017 | México                                                   | 66–84                                 | Letonia                                                                | Cividale del Friuli                                                                       |  |
| 15:30               | Parciales: 11–31, 18–22, 24–18, 13–13                    | Parciales: 11–31, 18–22, 24–18, 13–13 | Parciales: 11–31, 18–22, 24–18, 13–13                                  |                                                                                           |  |
|                     | Estadísticas González 19 González 6 Rivera 5 González 20 | Reporte Pts Reb Asts Val              | Estadísticas 28 Strautmane 6 Strautmane, Lipe 7 Gertsone 29 Strautmane | Pabellón: Palasport Longobardo Árbitros: Fernando Calatrava Park Kyoung-jin Micaela Prado |  |

| 29 de julio de 2017 | Hungría                                                | 73–65                                | Italia                                            | Cividale del Friuli                                                                |  |
| 18:45               | Parciales: 18–9, 19–17, 16–28, 20–11                   | Parciales: 18–9, 19–17, 16–28, 20–11 | Parciales: 18–9, 19–17, 16–28, 20–11              |                                                                                    |  |
|                     | Estadísticas Gereben 24 Juhasz 14 Pusztai 10 Juhasz 24 | Reporte Pts Reb Asts Val             | Estadísticas 22 Cubaj 13 Cubaj 5 Fassina 26 Cubaj | Pabellón: Palasport Longobardo Árbitros: Mykola Ambrosov Sarah Carey Kendell Henry |  |

#### Partido por el 15º lugar
| 30 de julio de 2017 | Corea del Sur                                           | 74–57                                 | Egipto                                                          | Cividale del Friuli                                                                   |  |
| 11:00               | Parciales: 14–11, 16–17, 24–19, 20–10                   | Parciales: 14–11, 16–17, 24–19, 20–10 | Parciales: 14–11, 16–17, 24–19, 20–10                           |                                                                                       |  |
|                     | Estadísticas Park J. 27 Park J. 13 Park J. 5 Park J. 38 | Reporte Pts Reb Asts Val              | Estadísticas 16 Abdelgawad 13 Sherif 9 Abdelgawad 24 Abdelgawad | Pabellón: Palasport Longobardo Árbitros: Kendell Henry Mauricio Chinchilla Zhang Xiao |  |

#### Partido por el 13º lugar
| 30 de julio de 2017 | Puerto Rico                                                | 58–61                                 | Malí                                                                    | Cividale del Friuli                                                                   |  |
| 13:15               | Parciales: 18–14, 15–13, 14–12, 11–22                      | Parciales: 18–14, 15–13, 14–12, 11–22 | Parciales: 18–14, 15–13, 14–12, 11–22                                   |                                                                                       |  |
|                     | Estadísticas Pagán 19 Rodríguez, Pagán 10 Pérez 9 Pagán 27 | Reporte Pts Reb Asts Val              | Estadísticas 12 Sissoko 11 Dembele 8 Sissoko 17 Sissoko, Asetou Diakite | Pabellón: Palasport Longobardo Árbitros: Saulius Racys Micaela Prado Jelena Smiljanic |  |

#### Partido por el 11º lugar
| 30 de julio de 2017 | Italia                                                 | 72–54                                 | México                                                    | Cividale del Friuli                                                                     |  |
| 15:30               | Parciales: 21–13, 21–14, 14–13, 16–14                  | Parciales: 21–13, 21–14, 14–13, 16–14 | Parciales: 21–13, 21–14, 14–13, 16–14                     |                                                                                         |  |
|                     | Estadísticas Fassina 17 Parmesani 8 Ianezic 8 Cubaj 22 | Reporte Pts Reb Asts Val              | Estadísticas 15 Sánchez 7 Xicotencatl 5 Rivera 12 Sánchez | Pabellón: Palasport Longobardo Árbitros: Vasiliki Tsaroucha Joyce Muchenu Nadege Zouzou |  |

#### Partido por el 9º lugar
| 30 de julio de 2017 | Hungría                                                      | 75–61                                 | Letonia                                                                         | Cividale del Friuli                                                                      |  |
| 17:45               | Parciales: 16–24, 18–14, 27–11, 14–12                        | Parciales: 16–24, 18–14, 27–11, 14–12 | Parciales: 16–24, 18–14, 27–11, 14–12                                           |                                                                                          |  |
|                     | Estadísticas Meresz 16 Juhasz 7 Kanyasi, Lelik 7 Kanyasia 22 | Reporte Pts Reb Asts Val              | Estadísticas 17 Hudjakova 9 Rozentale 4 Gertsone, Strautmane, Lipe 21 Rozentale | Pabellón: Palasport Longobardo Árbitros: Natalia Cuello Ricardo Hayles Sarty Nghixulifwa |  |

### Cuadro por el 5º-8º lugar
|  | Semifinales 5º-8º | Semifinales 5º-8º |           |         | Partido 5º lugar | Partido 5º lugar |  |
|  | 29 de julio       | 29 de julio       |           |         | 30 de julio      | 30 de julio      |  |
|  |                   |                   |           |         |                  |                  |  |
|  |                   |                   |           |         |                  |                  |  |
|  | Francia           | 55                |           |         |                  |                  |  |
|  | Francia           | 55                |           |         |                  |                  |  |
|  | España            | 53                |           |         |                  |                  |  |
|  | España            | 53                |           | Francia | 47               |                  |  |
|  |                   |                   |           | Francia | 47               |                  |  |
|  |                   |                   | Australia | 45      |                  |                  |  |
|  | China             | 64                | Australia | 45      |                  |                  |  |
|  | China             | 64                |           |         |                  |                  |  |
|  | Australia         | 70                |           |         | Partido 7º lugar | Partido 7º lugar |  |
|  | Australia         | 70                |           |         | Partido 7º lugar | Partido 7º lugar |  |
|  |                   |                   |           |         |                  |                  |  |
|  |                   |                   |           |         | España           | 56               |  |
|  |                   |                   |           |         | España           | 56               |  |
|  |                   |                   |           |         | China            | 74               |  |
|  |                   |                   |           |         | China            | 74               |  |
|  |                   |                   |           |         |                  |                  |  |

#### Semifinales del 5º–8º lugar
| 29 de julio de 2017 | China                                    | 64–70                                 | Australia                                                | Cividale del Friuli                                                                         |  |
| 13:30               | Parciales: 13–16, 19–14, 16–21, 16–19    | Parciales: 13–16, 19–14, 16–21, 16–19 | Parciales: 13–16, 19–14, 16–21, 16–19                    |                                                                                             |  |
|                     | Estadísticas Han 21 Han 14 Wang 8 Han 31 | Reporte Pts Reb Asts Val              | Estadísticas 27 Magbegor 10 Magbegor 6 Conti 30 Magbegor | Pabellón: Palasport Longobardo Árbitros: Christine Vuong Sarty Nghixulifwa Jelena Smiljanic |  |

| 29 de julio de 2017 | Francia                                                   | 55–53                                 | España                                                                     | Cividale del Friuli                                                              |  |
| 16:00               | Parciales: 12–15, 15–11, 14–15, 14–12                     | Parciales: 12–15, 15–11, 14–15, 14–12 | Parciales: 12–15, 15–11, 14–15, 14–12                                      |                                                                                  |  |
|                     | Estadísticas Sissoko 14 Djaldi-Tabdi 8 Pouye 4 Sissoko 18 | Reporte Pts Reb Asts Val              | Estadísticas 12 Alonso, Junio 16 Ginzo 3 cuatro jugadoras 14 Alonso, Ginzo | Pabellón: Palasport Longobardo Árbitros: Natalia Cuello Ryan Jones Michele Rossi |  |

#### Partido por el 7º lugar
| 30 de julio de 2017 | España                                                  | 56–74                                 | China                                             | Cividale del Friuli                                                                |  |
| 13:30               | Parciales: 16–17, 14–15, 14–15, 12–27                   | Parciales: 16–17, 14–15, 14–15, 12–27 | Parciales: 16–17, 14–15, 14–15, 12–27             |                                                                                    |  |
|                     | Estadísticas Ginzo 13 Ginzo 8 Etxarri, Ayuso 4 Ginzo 15 | Reporte Pts Reb Asts Val              | Estadísticas 18 Li, Han 9 Han 8 Wang 24 Wang, Han | Pabellón: Palasport Longobardo Árbitros: Milan Nedovic Sarah Carey Park Kyoung-jin |  |

#### Partido por el 5º lugar
| 30 de julio de 2017 | Francia                                                        | 47–45                               | Australia                                         | Cividale del Friuli                                                                     |  |
| 16:00               | Parciales: 7–14, 18–13, 11–12, 11–6                            | Parciales: 7–14, 18–13, 11–12, 11–6 | Parciales: 7–14, 18–13, 11–12, 11–6               |                                                                                         |  |
|                     | Estadísticas Djaldi-Tabdi 10 Kerboeuf 9 Kerboeuf 6 Kerboeuf 18 | Reporte Pts Reb Asts Val            | Estadísticas 11 Bibby 13 Bibby 5 Shelley 16 Maley | Pabellón: Palasport Longobardo Árbitros: Viola Györgyi Fernando Calatrava Michele Rossi |  |

### Fase final

#### Cuartos de final
| 28 de julio de 2017 | Rusia                                                     | 67–65                                | Australia                                           | Udine                                                                            |  |
| 13:30               | Parciales: 15–10, 7–15, 25–13, 20–27                      | Parciales: 15–10, 7–15, 25–13, 20–27 | Parciales: 15–10, 7–15, 25–13, 20–27                |                                                                                  |  |
|                     | Estadísticas Vadeeva 28 Vadeeva 14 Zavialova 7 Vadeeva 33 | Reporte Pts Reb Asts Val             | Estadísticas 26 Shelley 13 Maley 8 Conti 25 Shelley | Pabellón: Palasport Primo Carnera Árbitros: Yohan Rosso Ryan Jones Saulius Racys |  |

| 28 de julio de 2017 | China                                          | 65–68                                | Canadá                                           | Udine                                                                              |  |
| 16:00               | Parciales: 21–10, 7–16, 17–22, 20–20           | Parciales: 21–10, 7–16, 17–22, 20–20 | Parciales: 21–10, 7–16, 17–22, 20–20             |                                                                                    |  |
|                     | Estadísticas Wang 21 Han 14 Wang, Jia 7 Han 31 | Reporte Pts Reb Asts Val             | Estadísticas 21 Amihere 13 Brown 7 Hall 18 Brown | Pabellón: Palasport Primo Carnera Árbitros: Gina Cross Joyce Muchenu Michele Rossi |  |

| 28 de julio de 2017 | España                                              | 71–95                                 | Japón                                                                        | Udine                                                                                   |  |
| 18:30               | Parciales: 13–21, 12–25, 20–26, 26–23               | Parciales: 13–21, 12–25, 20–26, 26–23 | Parciales: 13–21, 12–25, 20–26, 26–23                                        |                                                                                         |  |
|                     | Estadísticas Barneda 13 Barneda 7 Pena 6 Barneda 20 | Reporte Pts Reb Asts Val              | Estadísticas 15 Miyashita, Takahara 11 Mawuli 5 Takahara, Fujita 20 Takahara | Pabellón: Palasport Primo Carnera Árbitros: Mykola Ambrosov Sarah Carey Christine Vuong |  |

| 28 de julio de 2017 | Estados Unidos                                     | 78–51                                | Francia                                                  | Udine                                                                                        |  |
| 21:00               | Parciales: 18–18, 12–4, 25–18, 23–11               | Parciales: 18–18, 12–4, 25–18, 23–11 | Parciales: 18–18, 12–4, 25–18, 23–11                     |                                                                                              |  |
|                     | Estadísticas Carter 18 Hebard 7 Harris 6 Alarie 19 | Reporte Pts Reb Asts Val             | Estadísticas 15 Pouye 8 Djaldi-Tabdi 5 Limouzin 14 Pouye | Pabellón: Palasport Primo Carnera Árbitros: Natalia Cuello Mauricio Chinchilla Viola Györgyi |  |

#### Semifinales
| 29 de julio de 2017 | Canadá                                                         | 41–65                              | Rusia                                                         | Cividale del Friuli                                                                    |  |
| 18:30               | Parciales: 10–20, 7–23, 7–13, 17–9                             | Parciales: 10–20, 7–23, 7–13, 17–9 | Parciales: 10–20, 7–23, 7–13, 17–9                            |                                                                                        |  |
|                     | Estadísticas Brown 7 Amihere 8 Van Leeuwen, Jerome 2 Donovan 9 | Reporte Pts Reb Asts Val           | Estadísticas 22 Musina 16 Musina 4 Safonova, Cheren 32 Musina | Pabellón: Palasport Longobardo Árbitros: Viola Györgyi Krishna Domínguez Saulius Racys |  |

| 29 de julio de 2017 | Estados Unidos                                      | 73–66                                | Japón                                                     | Cividale del Friuli                                                                   |  |
| 21:00               | Parciales: 24–22, 23–11, 18–10, 8–23                | Parciales: 24–22, 23–11, 18–10, 8–23 | Parciales: 24–22, 23–11, 18–10, 8–23                      |                                                                                       |  |
|                     | Estadísticas Hebard 24 Hebard 14 Harris 6 Hebard 37 | Reporte Pts Reb Asts Val             | Estadísticas 16 Sasaka 6 Akaho, Mawuli 6 Fujita 17 Sasaka | Pabellón: Palasport Longobardo Árbitros: Yohan Rosso Milan Nedovic Vasiliki Tsaroucha |  |

#### Partido por la medalla de bronce
| 30 de julio de 2017 | Japón                                                                  | 60–67                                 | Canadá                                                            | Cividale del Friuli                                                        |  |
| 18:30               | Parciales: 10–14, 17–19, 18–17, 15–17                                  | Parciales: 10–14, 17–19, 18–17, 15–17 | Parciales: 10–14, 17–19, 18–17, 15–17                             |                                                                            |  |
|                     | Estadísticas Akaho, Takahara 13 Akaho 10 Shibuya, Umezawa 3 Umezawa 16 | Reporte Pts Reb Asts Val              | Estadísticas 13 Amihere 10 Amihere 4 Hall, Van Leeuwen 21 Amihere | Pabellón: Palasport Longobardo Árbitros: Gina Cross Ryan Jones Yohan Rosso |  |

#### Final
| 30 de julio de 2017 | Estados Unidos                                      | 82–86                                 | Rusia                                                   | Cividale del Friuli                                                                        |  |
| 21:00               | Parciales: 22–17, 20–19, 18–26, 22–24               | Parciales: 22–17, 20–19, 18–26, 22–24 | Parciales: 22–17, 20–19, 18–26, 22–24                   |                                                                                            |  |
|                     | Estadísticas Carter 31 Alarie 12 Harris 9 Carter 25 | Reporte Pts Reb Asts Val              | Estadísticas 33 Musina 18 Vadeeva 8 Zavialova 42 Musina | Pabellón: Palasport Longobardo Árbitros: Mykola Ambrosov Krishna Domínguez Christine Vuong |  |

| Bandera de Rusia          |
| Campeón Rusia 1.er título |

## Medallero
| Estados Unidos | Rusia | Canadá |

## Clasificación final
| Pos.              | Equipo         | Pts | G-P | PF  | PC  | Dif. |
| ----------------- | -------------- | --- | --- | --- | --- | ---- |
| Medalla de oro    | Rusia          | 14  | 7–0 | 584 | 425 | +159 |
| Medalla de plata  | Estados Unidos | 13  | 6–1 | 589 | 407 | +182 |
| Medalla de bronce | Canadá         | 13  | 6–1 | 459 | 393 | +66  |
| 4º                | Japón          | 12  | 5–2 | 532 | 430 | +102 |
| 5º                | Francia        | 12  | 5–2 | 403 | 401 | +2   |
| 6º                | Australia      | 11  | 4–3 | 486 | 385 | +101 |
| 7º                | China          | 11  | 4–3 | 485 | 445 | +40  |
| 8º                | España         | 10  | 3–4 | 459 | 463 | -4   |
| 9º                | Hungría        | 11  | 4–3 | 517 | 455 | +62  |
| 10º               | Letonia        | 10  | 3–4 | 460 | 452 | +8   |
| 11º               | Italia         | 10  | 3–4 | 439 | 439 | 0    |
| 12º               | México         | 8   | 1–6 | 386 | 597 | -211 |
| 13º               | Malí           | 9   | 2–5 | 424 | 494 | -70  |
| 14º               | Puerto Rico    | 8   | 1–6 | 371 | 555 | -184 |
| 15º               | Corea del Sur  | 8   | 1–6 | 411 | 521 | -110 |
| 16º               | Egipto         | 8   | 1–6 | 425 | 568 | -143 |

## Premios
| Quinteto ideal                                                        |
| --------------------------------------------------------------------- |
| Maria Vadeeva Raisa Musina Chennedy Carter Ty Harris Laeticia Amihere |
| MVP: Maria Vadeeva                                                    |